# 武田真紀
武田 真紀（たけだ まき、1976年12月24日 - ）は、女性フリーアナウンサー。青森県八戸市出身。青森県立八戸東高等学校、福島大学卒業。

## 略歴
- 2000年、ビーエフエム（Be FM）。
- 2001年、青森朝日放送。
- 2005年3月 - 2006年9月、福島テレビ契約アナウンサー。
- 2006年10月よりフリー。

## 担当番組

### フリー後

#### テレビ
- ゴジてれシャトル（2007年4月 - 2008年3月、福島中央テレビ）リポーター
- ゴジてれ Chu !（2008年4月 - 、福島中央テレビ）リポーター

#### ラジオ
- ヒューマンストーリー〜自分力の発見〜（2011年10月 - 2012年6月、ふくしまFM）
- Teatime Paradise（2011年10月 - 2013年9月、ふくしまFM）水曜パーソナリティ
- 福島トヨタ T-SMILE（2013年4月 - 12月、ふくしまFM）
- 250万分の1の留学（2014年4月 - 9月、ふくしまFM）

### 青森朝日放送
- スーパーJチャンネルABA
- アルベナ情報局 月・火曜担当
- 青森市民の広場
- シューマッツ
- 八波一起のTVイーハトーブ
- マサックのスーパー実験室（2004年8月 - 2005年1月）

### 福島テレビ
- FTVスーパーニュース（2005年4月 - 2006年3月）土曜キャスター
  - なお、Lばんスーパーニュースにも関口由香里が休暇などの時の代理として出演していたことがあった。
- ときめきうつくしま
- Lばんスーパーニュース（2006年4月3日 - 8月31日） - 郡山支社スタジオから『もっと こおりやま』コーナーを担当。